# Bublitschki

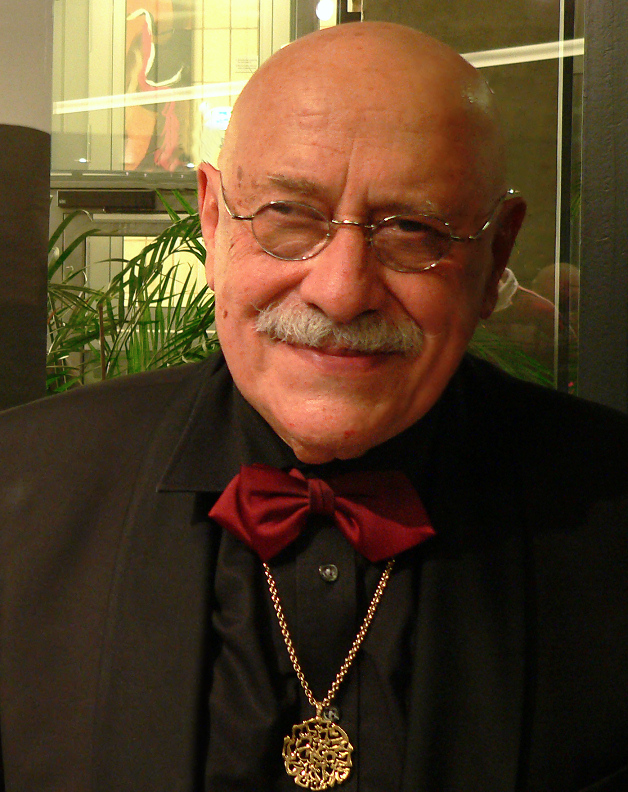
Giora Feidman

Bublitschki (russisch Бублички), übersetzt Brezel oder auch Bagel, ist der Titel eines ukrainisch-russischen Schlagers aus den 1920ern. Der Titel nimmt konkret Bezug auf Bubliki, ein in Osteuropa verbreitetes Pendant zu Brezeln oder Bagel. Im Verlauf seiner Geschichte hat er zahlreiche Interpretationen in unterschiedlichen Sprachen erfahren. Ähnlich wie Katjuscha, Kalinka, Moskauer Nächte oder Dorogoi dlinnoju zählt auch Bublitschki zu jenen russischen Liedern, die außerhalb von Russland weithin bekannt sind.

## Geschichte

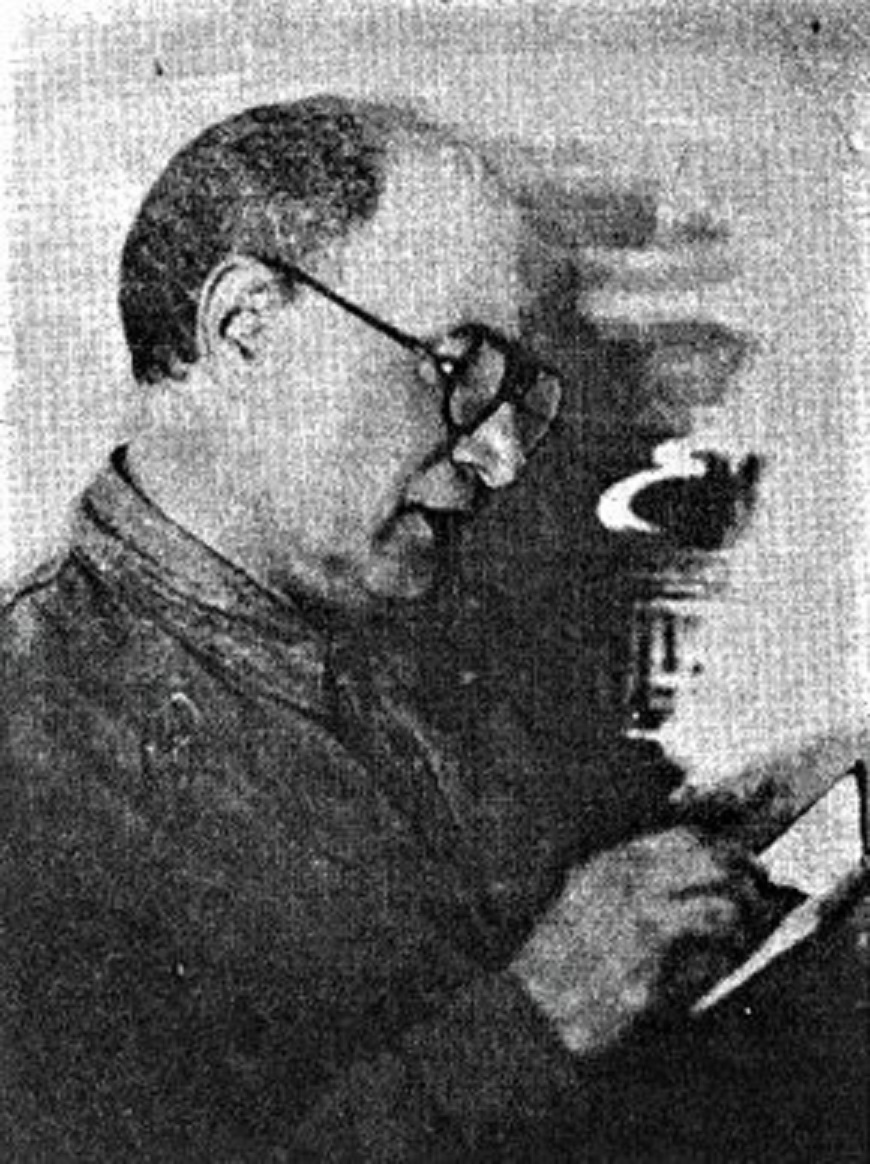
Textautor Jakow Jadow

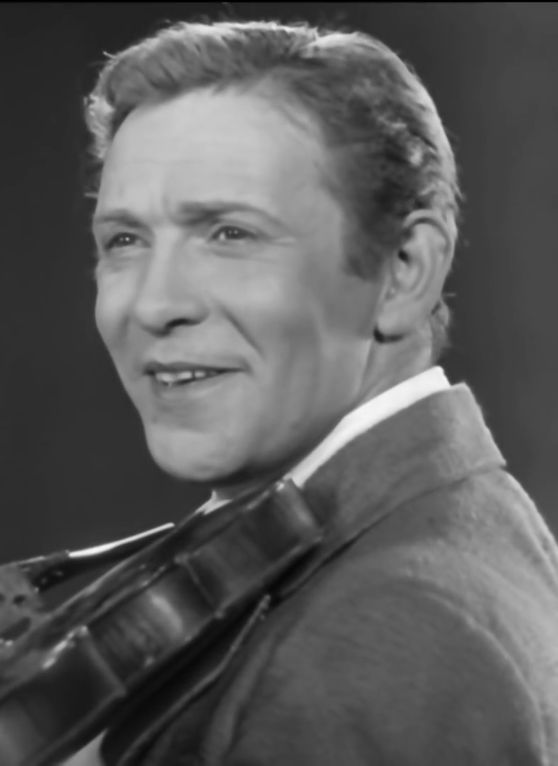
Leonid Utjossow

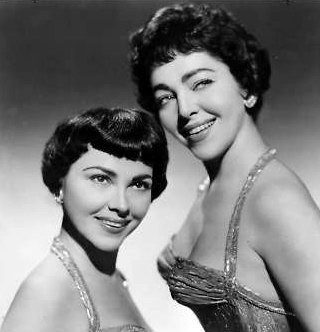
Barry Sisters

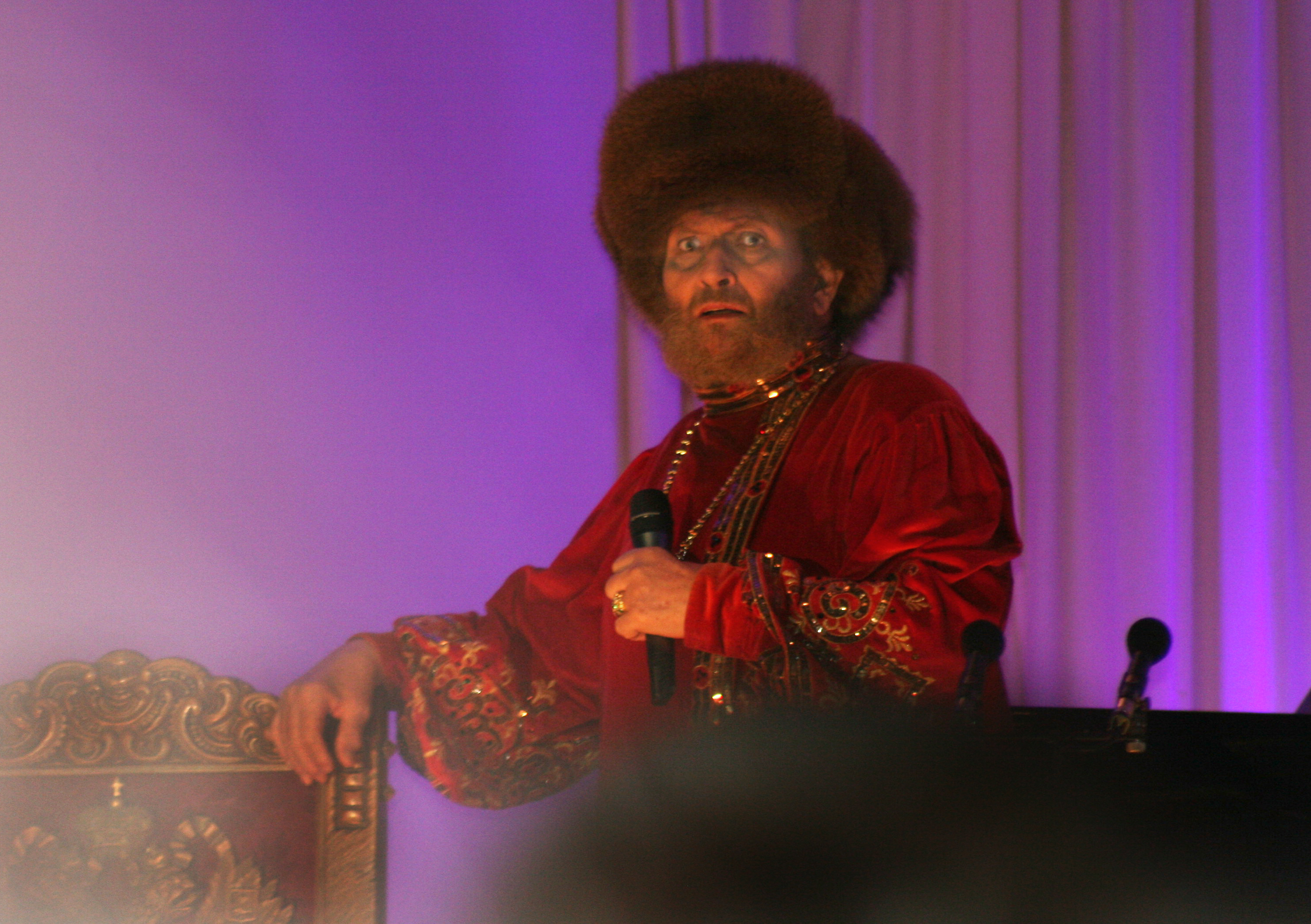
Ivan Rebroff (2006)

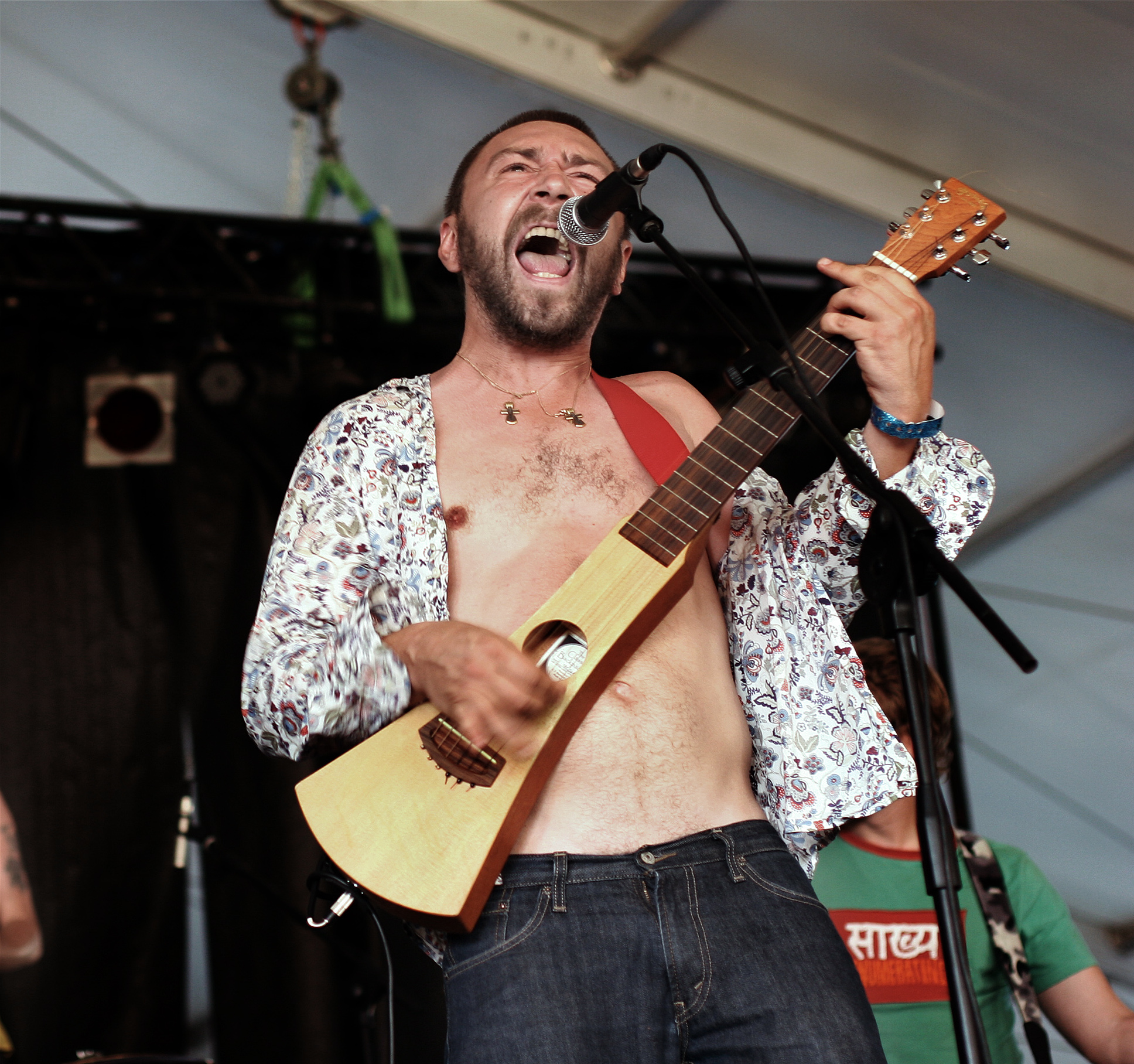
Sergei Schnurow von der Band Leningrad (2007)

Anders als andere ältere russische Lieder basiert Bublitschki nicht auf einer traditionellen Volksmelodie, sondern entstand im Jahr 1922 als Schlagerkomposition. Die Herkunft der Melodie ist unklar. Autor war der aus Odessa stammende Texter Jakow Jadow. Nach eigenen Aussagen wurde er während eines Besuchs in seiner Heimatstadt Odessa zu dem Lied inspiriert. Anlass waren Brezelverkäufer auf dem Bahnhof, die mit lauten Stimmen ihre Backwaren anpriesen. Die Handlung des Liedes spielt zur Zeit der Neuen Ökonomischen Politik (NEP-Ära) in der ersten Hälfte der 1920er-Jahre. Das Lied beschreibt die Situation einer jungen Frau, die als Brezelverkäuferin durch die Stadt zieht, um sich über die Runden zu bringen. Der Text des Liedes ist doppelbödig. Einerseits beschreibt er wortreich die Not und Armut der Frau. Da die Geschichte allerdings aus der Sicht der Brezelverkäuferin geschildert wird, liegt der Schluss nahe, dass es sich bei der Beschreibung auch um eine Verkaufsmasche handeln könnte. Das Wortspiel gipfelt im Liedrefrain, der die drei Schlüsselwörter bubliki, respubliki und rubliki (Brezeln, Republik und Rubel) in einen unmittelbaren Sinnzusammenhang stellt. Der Musikautor Uli Hufen übersetzte den Refrain auf eine Weise, die auch im Deutschen eine gereimte Form ergibt: „Kauft recht viele Brezeln ein / Die Republik soll wohl gedeihn / Her mit dem Rubelschein!“
Bereits während der NEP-Ära avancierte Bublitschki zu einem beliebten Schlager. Als fester Bestandteil der urbanen Folklore gehörte es mit zum Inventar der sogenannten blatnyje pesni, der Gauner-, Kleine-Leute- und Lager-Lieder, deren traditionelle Hochburg die Hafenstadt Odessa war. Murka, das wohl bekannteste dieser Chansons, wird ebenfalls Jakow zugerechnet; allerdings ist seine Urheberschaft in diesem Fall umstritten. Ähnlich wie Murka wurde auch Bublitschki auf unterschiedliche Weise abgewandelt und adaptiert. Eine frühe französische Version stammt von der Chansonsängerin Marie-Louise Damien (Damia). In der Sowjetunion wurde Bublitschki vor allem durch den Jazzmusiker und Sänger Leonid Utjossow bekannt. Mitte der 1930er-Jahre landete das Lied auf dem Index. Dies bedeutete, dass es weder öffentlich aufgeführt noch auf einem offiziellen Tonträger eingespielt werden konnte – eine Restriktion, die sich erst mit der Tauwetter-Periode ab Mitte der 1950er allmählich lockerte. In den USA erschien Ende der 1930er-Jahre eine bekanntgewordene Einspielung in jiddischer Sprache. Zum Erfolg avancierte diese Version vor allem durch die Barry Sisters. Unter Jazz- und World-Musik-Anhängern wurde die Erinnerung an das Lied durch den Klezmer-Karinettisten Giora Feidman wachgehalten, der die Melodie von Bublitschki zum regelmäßig wiederkehrenden Erkennungsmerkmal seiner Auftritte machte.
Als Stück aus dem Repertoire der südrussischen Gangsterchansons gehörte Bublitschki zwar nicht zum Repertoire des systemseitig geförderten sowjetischen Schlagers, der Estrada. Nichtsdestotrotz erlangte das Lied im Lauf der Jahrzehnte einen weltweiten Bekanntheitsgrad. Mittlerweile gibt es hunderte Bublitschki-Versionen in unterschiedlichen Sprachen. Die russische Folk- und Chansonsängerin Yulya interpretierte das Stück ebenso wie internationale Unterhaltungskünstler (beispielsweise Ivan Rebroff im Jahr 1969), Easy-Listening-Orchester (Paul Mauriat & Orchestra 1966, James Last 1977) oder Swingbands (Ziggy Elman Orchestra zusammen mit den Barry Sisters 1939, Benny Goodman Orchestra unter dem Titel Who'll Buy My Bublitchki). Eine deutsche Schlagerversion stammt von Cindy & Bert (Und er sang Bublitschki, 1974), eine finnische von Katri Helena (1976), eine polnische jeweils von Beata Rybotycka und Barbara Rylska. Auch neue, nach dem Fall der Sowjetunion entstandene Underground-, Folk- und Klezmer-Bands wie Golem!, Billy’s Band, Gogol Bordello und Leningrad nahmen das Traditional in ihr Repertoire auf. Eine in Textdarbietung und Spielweise recht freie Interpretation lieferte 2010 die Gruppe Amsterdam Klezmer Band.

## Bekannte Versionen (Auswahl)
Aufgrund unterschiedlicher Transkriptionen des kyrillischen Originaltitels (Бублички) ist das Auffinden bestimmter Versionen – etwa in Downloadportalen oder auf Internetseiten – mitunter nicht ganz einfach. Als Schreibweisen in lateinischer Schrift kommen neben der im Deutschen gängigen Schreibweise Bublitschki auch die Schreibweisen Bublitshki (englisch), Boublitchky oder Boublitchki (französisch) sowie Bubliczki (polnisch) vor. Aufgrund der Dominanz des Englischen im internationalen Musikgeschäft ist auf Musik-Webseiten oder in Verkaufsportalen die englische Transkriptionsweise oft die gebräuchliche. Für den russischen Markt hingegen ist vor allem die kyrillische Schreibweise maßgebend. Die hier aufgelisteten Versionen orientieren sich in der Regel an der deutschen Transkriptionsweise.
- Leonid Utjossow: Bublitschki (Sowjetunion; 1920er)
- Damia: Boublitchki (Frankreich; um 1930)
- Cossack Orchestra And Singers: Bublitschki (Sowjetunion; frühe 1930er)
- Hans Albers: In meinem Herzen, Schatz, da ist für viele Platz (Deutsches Reich, 1936, angelehnte Version in deutscher Sprache, der Refrain des Liedes wurde dem Lied entnommen)
- Ziggy Elman Orchestra & Barry Sisters: Bublitchki Bagelach (jiddische Version; erste Aufnahme: 1938)
- Benny Goodman & Orchestra: Who'll Buy My Bublitchki (The Pretzel Vendor Song) (Ende 1930er / Anfang 1940er)
- Paul Mauriat & Orchestra: Bublitschki (Instrumentalversion; 1966)
- Ivan Rebroff: Bublitschki (1969)
- Cindy & Bert: Und er sang Bublitschki (deutsche Version; 1974)
- Katri Helena: Bublitshki (finnische Version; 1976)
- James Last: Bublitshki (Instrumentalversion auf dem Album Russland Erinnerungen; 1977)
- Yulya: Bublitschki (Russland; 1991)
- Giora Feidman: Bublitschki (auf dem Album Yiddisch Soul; 1993)
- Leningrad: Bublitschki (Russland; 1998)
- Beata Rybotycka – Bubliczki (polnische Version; 2003 TV-Aufnahme)
- Gogol Bordello: Bublishki (für Soundtrack zum Film Everything Is Illuminated; 2005)
- Golem!: Bublishki (Russland; 2006)
- Sarah Gorby: Bublitschki (Russland)
- Michail Schufutinski (Russland; angelehnte Version mit verändertem Text)
- Amsterdam Klezmer Band: Bublitzki (freie Interpretation; 2010)